# Polarni istraživački centar Byrd
Polarni istraživački centar Byrd (engl. Byrd Polar Research Center, BPRC) je polarni, planinski i klimatski istraživački centar na Sveučilištu Ohio State.
Polarni istraživački centar Byrd je osnovan 1960. kao Institut za polarne studije. Najstarija je istraživačka ustanova na Sveučilištu Ohio State. 1987. promijenio je ime u Polarni istraživački centar Byrd u čast polarnom istraživaču Richardu Evelynu Byrdu kad je sveučilište otkupilo Byrdove radove od njegove obitelji 1985. Admiral Byrd nije pohađao Ohio State niti je radio za to sveučilište. Nabava Byrdovih radova potaknula je stvaranje programa polarnog arhiva.
BPRC ima istraživačke skupine za okolišne geokemije, paleooceanografije, satelitske hidrologije, promjene ledenjačkog okoliša, polarnu meteorologiju, repozitorij polarnih stijena. Vodili su ekspedicije na Grenland, Antarktik, Peru i na Kilimanjaro.